# Bernardino Telesio
Bernardino Telesio (Cosenza, 7 novembre 1509 – Cosenza, 2 ottobre 1588) è stato un filosofo e scrittore italiano, iniziatore della nuova filosofia della natura rinascimentale. Trassero ispirazione dalla sua dottrina Giordano Bruno, Cartesio, Francis Bacon, Tommaso Campanella.

## Biografia
Telesio iniziò i suoi studi nella città natale di Cosenza con lo zio Antonio Telesio (1482-1534), dotto umanista che lo portò a Milano nel 1518, e poi a Roma nel 1521, dove soggiornarono fino al 1527, l'anno del saccheggio dei lanzichenecchi di Carlo V che lo imprigionarono. Liberato da Bernardino Martirano, amico del capo dei lanzichenecchi Filiberto d'Orange, Telesio si recò a Venezia e successivamente a Padova, nella cui università studiò filosofia con Geronimo Amaltea e approfondì gli studi in matematica, astronomia e filosofia morale con Federico Delfino fino al 1535, anno in cui conseguì il dottorato.
Nell'Università di Padova dove ancora si contrastavano averroisti e alessandrini sulla interpretazione di Aristotele, Telesio cominciò a elaborare la sua critica alla fisica aristotelica sviluppando quell'interesse per lo studio della natura a cui dedicò tutte le sue opere. Nello stesso periodo compose alcuni brevi componimenti poetici, riportati alla luce da Luca Irwin Fragale nel 2010.
Compì numerosi viaggi a Roma, a Napoli, a Bologna, godendo del favore di alcuni papi da Clemente VII a Gregorio XIII, ma soprattutto della protezione della famiglia napoletana del Duca di Nocera, Alfonso Carafa che ospitandolo per lunghi periodi dal 1544 al 1550 e vi stette ancora dal 1565, gli permise di trovare il raccoglimento necessario per la sua opera maggiore: il De rerum natura iuxta propria principia  Intorno alla natura secondo i suoi principi, che fu composto nel palazzo ducale di Nocera e dedicato al figlio del duca Alfonso Ferrante.
Secondo alcuni interpreti della filosofia telesiana l'espressione iuxta propria principia andrebbe intesa nel senso che lo studio della natura veniva fatto dall'autore secondo propri principi telesiani. Altri invece intendono la stessa espressione nel senso che Telesio volesse avviare una scienza della natura che utilizzasse i principi che le sono propri e ne descrivono il funzionamento e non più improntati alla metafisica.

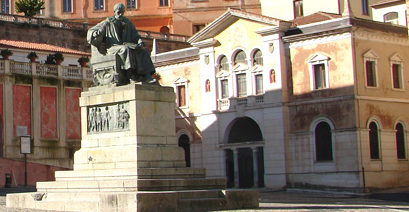
Cosenza, piazza XV Marzo: in primo piano la statua raffigurante Bernardino Telesio, sullo sfondo l'Accademia Cosentina (allora chiamata Telesiana)

Dopo la prima composizione, avvenuta tra gli anni 1544-1552, l'opera fu pubblicata, per i primi due libri nel 1565, e nel 1586 nell'edizione completa in nove libri. Le successive opere minori riguardanti fenomeni fisici particolari, furono scritte con il fine di convalidare le teorie esposte nell'opera maggiore.
Nel 1552 Telesio sposò la vedova con due figli Diana Sersale, da cui ebbe quattro figli, il primogenito dei quali, Prospero, fu misteriosamente ucciso nel 1576.
Dopo la morte della moglie, papa Pio IV, gli offrì, a condizione della sua preventiva ordinazione a sacerdote, la nomina di arcivescovo di Cosenza, ma Telesio rifiutò a favore del fratello Tommaso.
Telesio trascorse gli ultimi anni della sua vita a Cosenza dove, dopo la morte di Aulo Giano Parrasio (1534), si era dedicato allo sviluppo degli studi filosofici-scientifici della locale accademia che da lui prenderà il nome di Accademia "telesiana".
Ormai famoso tra gli studiosi del tempo morì a Cosenza nel 1588, rimpianto dai suoi discepoli che si adoperavano per la diffusione del suo pensiero, contrastato dal Sant'Uffizio che fece inserire per la concezione contraria alla Scrittura che Telesio nutriva dell'anima il Quod animal, il De somno, e il De rerum natura nell'Indice dei libri proibiti fatto pubblicare da Clemente VIII nel 1596.

## Pensiero

### La gnoseologia
Telesio per primo avanza l'idea che la conoscenza della natura debba basarsi sullo studio di principi naturali («iuxta propria principia») abbandonando ogni considerazione metafisica ma allo stesso tempo, come anche nelle dottrine di Tommaso Campanella e Giordano Bruno, rimanendo all'interno di una totalizzante visione filosofica della natura ricercandone i principi primi e riprendendo quella concezione ilozoista, panteistica e vitalistica dei presocratici e di Platone che sopravviveva nei circoli neoplatonici rinascimentali e nelle credenze magiche del tempo.

Questa ambivalenza tra il rifiuto della metafisica e l'aderenza a una filosofia della natura  ha determinato giudizi discordanti su Telesio da vari autori che lo «pongono su un piano ora di continuità ora di rottura rispetto all'aristotelismo; è stato giudicato ora come il restauratore della filosofia di Parmenide, ora come il migliore dei naturalisti presocratici, ora come un autore scarsamente originale. Ora come un “novateur”, ora come il primo dei moderni».
Il filosofo cosentino sostiene che «Per conoscere la natura l'uomo, in fondo, deve soltanto riuscire a fare parlare la natura stessa, servendosi di scoperte ed indagini nuove attraverso un mutato modo di procedere e un metodo che è basato solo sul senso».
La filosofia di Telesio si sviluppa dalla critica dei fondamenti della fisica aristotelica basata su un metodo dove principi universali astratti, come sostanza, forma, materia, pretendono di spiegare fatti concreti che rimandano piuttosto ad un intervento dei sensi che li percepiscono. In più, osserva Telesio, Aristotele introduce spiegazioni metafisiche come il "motore immobile" per spiegare fenomeni fisici. La "riduzione naturalistica" di Telesio si basa invece sul principio che «La natura è un mondo a sé, che si regge su principii intrinseci ed esclude ogni forza metafisica». La natura quindi va studiata adoperando principi che abbiano la stessa consistenza materiale della natura che quindi possa da noi essere conosciuta tramite la nostra sensibilità materiale.
Nel determinare i principi generali della natura egli parte da una semplice affermazione: il sole è caldo, luminoso, tenue e mobile; la terra è fredda, oscura, densa e immobile, il sole e la terra sono dunque le sedi di tre forze:
- una prima forza agente, il caldo, dilatante, che emana dai corpi ma che non ha di per sé una consistenza corporea anche se può inserirsi nei corpi più compatti, che permette il movimento;
- una seconda forza, il freddo, condensante, anch'essa di per sé priva di consistenza corporea, che rende tutto immobile;
- un sostrato corporeo, la materia, che permette a quelle forze di esplicarsi realmente dando così ragione del mutamento delle cose.

Contrariamente ad Aristotele che sosteneva che «quidquid movetur ab alio movetur», che cioè ogni cosa in movimento è mossa da un altro corpo in movimento, Telesio ritiene che il movimento sia un principio inerente al calore per cui in natura si muove tutto ciò che è caldo. Non esiste dunque un motore immobile poiché ogni corpo naturale è in grado di muovere se stesso.
Un'altra caratteristica del calore e del freddo è la sensibilità che appartiene ad entrambi in quanto questi due principi avvertono la presenza l'uno dell'altro e quindi si contrastano tra loro e cercano di reciprocamente evitarsi. Il calore è sensibilità e quindi vita: ogni corpo che possegga una minima quantità di calore è animato.
A differenza dei corpi inorganici, in quelli organici è presente un'anima, chiamata da Telesio spiritus, concepita come una materia sottilissima che riempie di sé ogni parte dei corpi viventi e che è destinata a morire assieme al corpo.
Altrettanto materiale è l'intelligenza che appartiene nella sua corporeità non solo all'uomo ma a tutti gli esseri viventi: essa non è altro che il deposito nella memoria delle percezioni immediate avute in passato. È in base a questi ricordi sbiaditi delle percezioni passate che siamo in grado di riconoscere un corpo anche in assenza di sensazioni attuali.

### L'etica
Contrariamente ad Aristotele che riteneva sommo bene dell'uomo l'esercizio della ragione, Telesio pensa che l'animale uomo consideri bene supremo la sua stessa conservazione fisica. L'etica quindi consiste nel giudicare bene tutto ciò che favorisce la propria conservazione, male tutto quello che la ostacola. Il bene sarà quindi riscontrabile nel piacere, il male nel dolore.
Bisognerà che il saggio, in assonanza con quanto sosteneva la scuola stoica, sappia ricercare non i piaceri immediati e rifuggire i mali presenti ma conseguire, adoperando il ricordo delle esperienze passate, la virtù che è l'uso di tutto ciò che favorisce la conservazione dello spirito. Su questo principio si fonda la convivenza sociale e la regola per la quale l'esercizio del vizio o della virtù è automaticamente regolato dagli effetti naturali che premiano o puniscono i comportamenti virtuosi o malvagi.

### Naturalismo e religione
La visione totalizzante di Telesio riguarda la "natura", non tutta la realtà nel suo insieme: perciò egli non esclude la presenza di un Dio trascendente creatore di un cosmo che non è regolato dal caso ma da leggi ordinatrici e l'esistenza nell'uomo di un'anima immortale (anima superaddita) che spiega i suoi atteggiamenti religiosi basati sulla ricerca di valori eterni e non naturali e dal bisogno umano di sperare in una giustizia divina ultraterrena.
Gli interpreti della filosofia telesiana hanno rilevato come questi elementi extranaturali siano in contrasto con l'insieme della sua dottrina naturalista e materialista supponendo che Telesio abbia voluto così sfuggire a pericolosi scontri con l'autorità della Chiesa
Questa ultima interpretazione sembra oggi giustificata per il ritrovamento di una lettera del 28 aprile 1570 che Telesio inviò al cardinale Flavio Orsini dove egli scrive di "altre propositioni contra la religione" che sarebbero contenute nella prima stampa del De rerum natura (1565).

### L'eredità del pensiero telesiano
La più nota delle polemiche a cui la filosofia di Telesio diede inizio fu quella con il filosofo neoplatonico Francesco Patrizzi (1529-1597), il quale osservava che il concetto telesiano di massa corporea o terra in effetti ricadeva nei criticati principi metafisici aristotelici in quanto anche questa non poteva essere comprovata sperimentalmente.
Da queste polemiche si originarono in Italia due scuole: quella settentrionale ferma ai principi aristotelici e quella meridionale naturalista, orientata al pensiero telesiano.
La filosofia di Telesio influenzò il pensiero di Campanella e lo stesso Bacone riconobbe come avesse appreso dal De rerum natura iuxta propria principia il principio che non bastava conoscere i fenomeni naturali ma che questi potessero essere dominati tramite l'esperienza 
Anche la gnoseologia e l'etica di Hobbes ebbero chiari riferimenti alla filosofia di Telesio che può essere annoverato tra gli iniziatori, se non il capofila, del sensismo, dell'empirismo e dell'utilitarismo.

## Opere

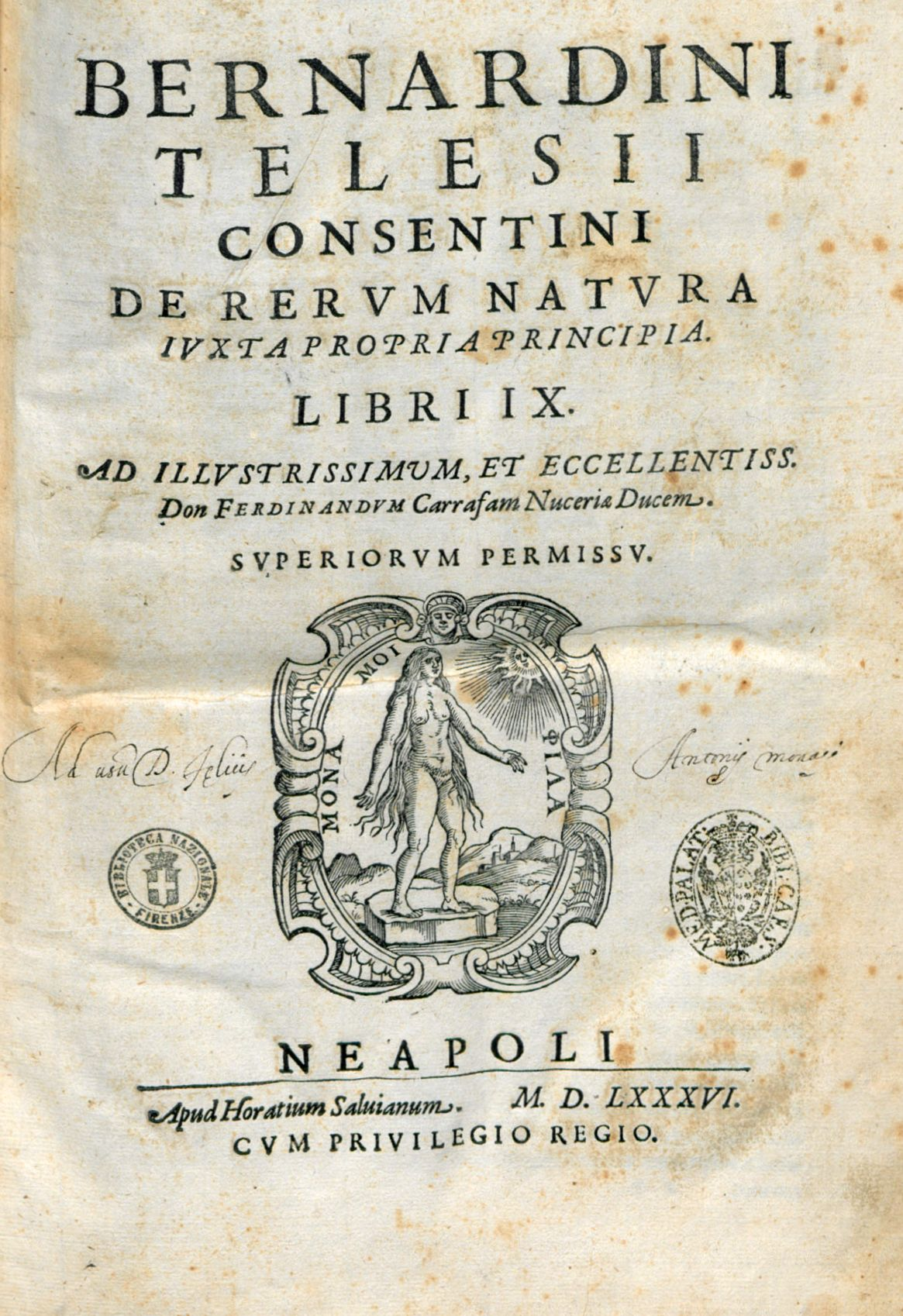
De rerum natura iuxta propria principia, 1586

- De rerum natura iuxta propria principia (1565)
- De mari (1570)
- De his qui in aere fiunt et de terrae motibus (1570)
- De colorum generatione (1570)
- De cometis et lacteo circulo
- De fulmine quod lucanas in terras decidit
- De iride
- De usu respirationis
- Varii de naturalibus rebus libelli ab Antonio Persio editi. Quorum alii numquam antea excusi, alii meliores facti prodeunt. Sunt autem hi: De cometis et lacteo circulo, De his quae in aere fiunt, De iride, De mari, Quod animal universum, De usu respirationis, De coloribus, De saporibus, De somno. Unicuique libello appositus est capitum index, Venetiis, apud Felicem Valgrisium, 1590.[26]